# Лангквайд
Лангквайд (нем. Langquaid) — ярмарочная община в Германии, в Республике Бавария. Община расположена в правительственном округе Нижняя Бавария в районе Кельхайм и непосредственно подчиняется управлению административного сообщества Лангквайд. Население составляет 5205 человек (на 31 декабря 2010 года). Занимает площадь 56,63 км². Ярмарочная община подразделяется на 8 сельских округов.

## Население
По оценке на 31 декабря 2015 года население общины Лангквайд составляет 5452 чел. 

| Дата      | 1840 | 1871 | 1900 | 1925 | 1939 | 1950 | 1961 | 1970 | 1987 | 2011 |
| --------- | ---- | ---- | ---- | ---- | ---- | ---- | ---- | ---- | ---- | ---- |
| Население | 2296 | 3021 | 3090 | 3217 | 3156 | 4809 | 3600 | 3669 | 3777 | 5250 |

| Год       | 1960 | 1970 | 1980 | 1990 | 2000 | 2009 | 2010 | 2011 | 2012 | 2013 | 2014 | 2015 |
| --------- | ---- | ---- | ---- | ---- | ---- | ---- | ---- | ---- | ---- | ---- | ---- | ---- |
| Население | 3593 | 3686 | 3491 | 3977 | 4921 | 5150 | 5205 | 5253 | 5236 | 5303 | 5319 | 5452 |